# هوگو بودینگر
هوگو بودینگر (آلمانی: Hugo Budinger; ۱۰ ژوئن ۱۹۲۷ – ۷ اکتبر ۲۰۱۷) بازیکن هاکی روی چمن اهل آلمان بود.